# 5-100工程
5-100工程（Проект 5-100），又译5-100计划，是俄罗斯高等教育在2012—2020年间的一项改革方案，旨在推动更多俄罗斯大学在国际排名中取得更靠前的排名。

## 参与院校
注：莫斯科大学和圣彼得堡大学不在其列。共21所，其中6所为2015年新增。
- 莫斯科（6所）：莫斯科物理技术学院、国立核能研究大学-莫斯科工程物理学院、国立研究型技术大学莫斯科国立钢铁合金学院、莫斯科国立谢东诺夫医学院、俄罗斯国家研究型高等经济大学、俄罗斯人民友谊大学
- 圣彼得堡（3所）：圣彼得堡理工大学、圣彼得堡国立电子技术大学、圣彼得堡国立信息技术机械与光学大学
- 新西伯利亚：新西伯利亚国立大学
- 叶卡捷琳堡：烏拉爾聯邦大學
- 下诺夫哥罗德：下诺夫哥罗德大学
- 萨马拉：萨马拉国立航空航天大学
- 喀山：喀山联邦大学
- 车里雅宾斯克：南乌拉尔国立大学
- 海参崴：远东联邦大学
- 秋明：秋明国立大学
- 托木斯克（2所）：托木斯克国立大学、托木斯克理工大学
- 加里宁格勒：康德波罗的海联邦大学
- 克拉斯诺亚尔斯克：西伯利亚联邦大学[1][2][3]

## 成果
5-100工程的效果体现在，ARWU、THE和QS等排名中，俄罗斯大学的数量增加了三倍多，从15所增加到51所。参与该工程的八所大学进入世界学科排名前100位。5-100工程大学还形成了解决各种科学问题的现代基础设施，建立了由俄罗斯和外国顶尖科学家领导的新的世界级研究实验室，本科生和研究生都参与到新实验室中。